# Севен-Оукс (Південна Кароліна)
Севен-Оукс (англ. Seven Oaks) — переписна місцевість (CDP) в США, в окрузі Лексінгтон штату Південна Кароліна. Населення — 14 652 особи (2020).

## Географія
Севен-Оукс розташований за координатами 34°2′45″ пн. ш. 81°8′30″ зх. д. / 34.04583° пн. ш. 81.14167° зх. д. (34.045914, -81.141804).  За даними Бюро перепису населення США в 2010 році переписна місцевість мала площу 19,95 км², з яких 19,64 км² — суходіл та 0,30 км² — водойми.

## Демографія
Згідно з переписом 2010 року, у переписній місцевості мешкали 15 144 особи в 6467 домогосподарствах у складі 4091 родини. Густота населення становила 759 осіб/км².  Було 7083 помешкання (355/км²).
Расовий склад населення:
| - 60,4 % — білих - 32,0 % — чорних або афроамериканців - 2,8 % — азіатів - 0,3 % — корінних американців - 0,2 % — вихідців з тихоокеанських островів - 1,5 % — осіб інших рас |

До двох чи більше рас належало 2,8 %. Частка іспаномовних становила 3,8 % від усіх жителів.
За віковим діапазоном населення розподілялося таким чином: 22,1 % — особи молодші 18 років, 62,5 % — особи у віці 18—64 років, 15,4 % — особи у віці 65 років та старші. Медіана віку мешканця становила 38,3 року. На 100 осіб жіночої статі у переписній місцевості припадало 89,3 чоловіків;  на 100 жінок у віці від 18 років та старших — 84,8 чоловіків також старших 18 років.
Середній дохід на одне домашнє господарство  становив 61 434 долари США (медіана — 50 491), а середній дохід на одну сім'ю — 71 151 долар (медіана — 63 228). Медіана доходів становила 45 496 доларів для чоловіків та 36 250 доларів для жінок. За межею бідності перебувало 12,6 % осіб, у тому числі 20,4 % дітей у віці до 18 років та 3,1 % осіб у віці 65 років та старших.
Цивільне працевлаштоване населення становило 8486 осіб. Основні галузі зайнятості: освіта, охорона здоров'я та соціальна допомога — 26,7 %, мистецтво, розваги та відпочинок — 14,8 %, роздрібна торгівля — 11,9 %, публічна адміністрація — 10,2 %.